# Kabinett Ecevit III
Das Kabinett Ecevit III war die 42. Regierung der Türkei, die vom 5. Januar 1978 bis zum 12. November 1979 durch Ministerpräsident Bülent Ecevit geleitet wurde.
Bei den Wahlen im September 1977 konnte Bülent Ecevit mit der sozialdemokratischen Cumhuriyet Halk Partisi (CHP) 41,4 Prozent der Stimmen erringen und verfehlte damit die absolute Mehrheit knapp. Es folgte ein CHP-Minderheitskabinett.:101 Süleyman Demirels konservativ-liberale Adalet Partisi (AP) erreichte 36,4 Prozent der Stimmen. Die Parteien des rechten Spektrums verloren Stimmen und auch die islamische Millî Selamet Partisi verlor dramatisch.
Ecevits Regierung hielt nur kurz. Der Ministerpräsident verlor schon im Juli 1977 eine Vertrauensabstimmung. Demirel schmiedete eine Neuauflage des „Kabinetts der Nationalistischen Front“ mit MSP und MHP, die gemeinsam über eine Ein-Stimmen-Mehrheit im Parlament verfügten. Auch diese Regierung hielt allerdings nur wenige Monate: Nach dem enttäuschenden Abschneiden der Regierungsparteien bei den Kommunalwahlen im Dezember 1977 zerbrach die Koalition und Ecevit versuchte erneut ein CHP-Minderheitsregierung und band 13 fraktionslose Abgeordnete als Minister in die Regierung ein.:102
So kam die neue Regierung auf eine Ein-Stimmen-Mehrheit im Parlament. Die fraktionslosen Abgeordneten waren hauptsächlich abtrünnige Abgeordnete der konservativen Parteien, sodass die Regierung nur ein Minimalprogramm verabschieden konnte, das hauptsächlich darauf abzielte, die Spaltung der Gesellschaft zu beenden, die bürgerkriegsähnlichen Zusammenstöße von linksrevolutionären und rechten Gruppen zu verhindern und den Terrorismus einzudämmen. Doch die Gewalt nahm zu und Ecevit wurde gedrängt, den Ausnahmezustand zu verhängen. In 13 Provinzen im Osten des Landes übernahmen die Sicherheitskräfte die Macht.:102 Drei CHP-Abgeordnete verließen daraufhin aus Protest die Fraktion. Damit besaß die Regierung erneut keine Mehrheit mehr im Parlament. Bei den Senatszwischenwahlen im Oktober 1979 erzielte die Adalet Partisi 46,8 Prozent der Stimmen, die CHP wurde hingegen mit 29 Prozent abgestraft. Ecevit trat daraufhin zurück. Demirel konnte am 25. November 1979 eine Vertrauensabstimmung für eine AP-Minderheitsregierung gewinnen, die von Millî Selamet Partisi und Milliyetçi Hareket Partisi geduldet wurde.:102

## Minister
| Titel                                                       | Name                                          | Partei                                                                 | Amtszeit                                                                                              |
| ----------------------------------------------------------- | --------------------------------------------- | ---------------------------------------------------------------------- | --- |
| Ministerpräsident                                           | Bülent Ecevit                                 | CHP                                                                    | |
| Stellvertretende Ministerpräsidenten                        |                                               |                                                                        | |
| Orhan Eyüboğlu                                              | CHP                                           |                                                                        | |
| Turhan Feyzioğlu                                            | CGP                                           | 5. Januar 1978 – 18. September 1978                                    | |
| Hikmet Çetin                                                | CHP                                           | 3. Oktober 1978 – 12. November 1979                                    | |
| Faruk Sükan                                                 | DP                                            | 5. Januar 1978 – 20. September 1979                                    | |
| Staatsminister                                              |                                               |                                                                        | |
| Hikmet Çetin                                                | CHP                                           | 5. Januar 1978 – 3. Oktober 1978                                       | |
| Enver Akova                                                 | unabhängig                                    | 5. Januar 1978 – 31. Mai 1979                                          | |
| Hasan Korkut                                                | unabhängig                                    | 2. Juni 1979 – 12. November 1979                                       | |
| Lütfi Doğan                                                 | CHP                                           |                                                                        | |
| Salih Yildiz                                                | CGP                                           | 5. Januar 1978 – 21. Juni 1979                                         | |
| Ali Rıza Septioğlu                                          | unabhängig                                    | 5. Januar 1978 – 18. Juni 1979                                         | |
| Mustafa Kiliç                                               | unabhängig                                    |                                                                        | |
| Ahmet Şener                                                 | CHP                                           | 5. Januar 1978 – 23. Oktober 1979 8. November 1979 – 12. November 1979 | |
| Justizminister                                              | Mehmet Can                                    | CHP                                                                    | |
| Verteidigungsminister                                       | Hasan Esat Işık Neşet Akmandor                | CHP                                                                    | 5. Januar 1978 – 16. Januar 1979 16. Januar 1979 – 12. November 1979                                  |
| Innenminister                                               | İrfan Özaydınlı Hasan Fehmi Güneş Vecdi İlhan | CHP                                                                    | 5. Januar 1978 – 2. Januar 1979 16. Januar 1979 – 5. Oktober 1979 8. Oktober 1979 – 12. November 1979 |
| Außenminister                                               | Gündüz Ökçün                                  | CHP                                                                    | |
| Finanzminister                                              | Ziya Müezzinoğlu                              | CHP                                                                    | |
| Bildungsminister                                            | Necdet Uğur                                   | CHP                                                                    | |
| Minister für öffentliche Arbeiten                           | Şerafettin Elçi                               | CHP                                                                    | |
| Handelsminister                                             | Teoman Köprülüler                             | CHP                                                                    | |
| Minister für gesundheit und Sozialhilfe                     | Mete Tan                                      | unabhängig                                                             | |
| Minister für Zölle und Monopole                             | Tuncay Mataracı                               | unabhängig                                                             | |
| Minister für Ernährung, Landwirtschaft und Viehhaltung      | Mehmet Yüceler                                | CHP                                                                    | 5. Januar 1978 – 15. Oktober 1979 30. Oktober 1979 – 12. November 1979                                |
| Transportminister                                           | Güneş Öngüt                                   | CHP                                                                    | |
| Arbeitsminister                                             | Bahir Ersoy                                   | CHP                                                                    | |
| Minister für sizable Sicherheit                             | Hilmi İşgüzar Salih Yıldız                    | unabhängig CGP                                                         | 5. Januar 1978 – 7. Juni 1979 21. Juni 1979 – 12. November 1979                                       |
| Industrieminister                                           | Orhan Alp                                     | unabhängig                                                             | |
| Minister für Unternehmen                                    | Kenan Bulutoğlu                               | CHP                                                                    | |
| Kulturminister                                              | Ahmet Taner Kışlalı                           | CHP                                                                    | |
| Minister für Lokalregierungen                               | Mahmut Özdemir                                | CHP                                                                    | |
| Minister für Bau und Siedlungswesen                         | Ahmet Karaslan Mehmet Yüzele                  | unabhängig CHP                                                         | 5. Januar 1978 – 2. Oktober 1979 15. Oktober 1979 – 30. Oktober 1979                                  |
| Minister für dörfliche Angelegenheiten und Genossenschaften | Ali Topuz                                     | CHP                                                                    | |
| Forstminister                                               | Vecdi İlhan Ahmet Şener                       | CHP                                                                    | 5. Januar 1978 – 8. Oktober 1979 23. Oktober 1979 – 8. November 1979                                  |
| Minister für Jugend und Sport                               | Yüksel Çakmur                                 | CHP                                                                    | |
| Tourismusminister                                           | Alev Coşkun                                   | CHP                                                                    | |
| Minister für Energie und natürliche Ressourcen              | Deniz Baykal                                  | CHP                                                                    | |